# Phloeodes emarginatus
Phloeodes emarginatus là một loài bọ cánh cứng trong họ Zopheridae. Loài này được Horn miêu tả khoa học năm 1878.